# 産業用無線操縦装置
産業用無線操縦装置は産業用に特化した無線操縦装置である。現在では徐々に利用する範囲が広がりつつある。
人工衛星、惑星探査機、無人機も広義の産業用無線操縦の範疇に含まれる。
この分野の市場は、2022年には400億円を超えるという予想もある。

## 用途
- クレーン
- 農薬散布
- 林業
- 航空写真の撮影
- 災害調査
- 警備

## 趣味用の無線操縦装置との相違点
- 使用する周波数帯域が異なる。専用の電波を割り当てられる場合がある。それ以外は市民バンドやISM周波数を利用する。
- 送信機の出力が高出力なので遠くまで電波が届く。そのため、使用には免許を必要とする場合がある。
- 変調方式は趣味用よりも雷、アーク溶接、内燃機関の点火装置等からの電波雑音に対して強いスペクトラム拡散等の方式が採用される。